# Hamingia arctica
Hamingia arctica är en djurart som tillhör fylumet skedmaskar, och som beskrevs av Danielssen, D.C. och J. Koren 1881. Hamingia arctica ingår i släktet Hamingia och familjen Bonelliidae. Inga underarter finns listade i Catalogue of Life.